# Thomas Rupprath
Thomas Rupprath (Neuss, 16 marzo 1977) è un nuotatore tedesco.
Specializzato nel dorso e nella farfalla, ha partecipato a due edizioni olimpiche: Sydney 2000 e Atene 2004, vincendo una medaglia d'argento e un bronzo nella staffetta 4x100 m misti.
Ha detenuto i record del mondo nei 50 dorso uomini in vasca lunga (24'80") e in vasca corta (23'27") fino al 2008.

## Palmarès
- Olimpiadi

Sydney 2000: bronzo nella 4x100m misti.
Atene 2004: argento nella 4x100m misti.
- Mondiali

Fukuoka 2001: argento nei 50m dorso e nella 4x100m misti.
Barcellona 2003: oro nei 50m dorso.
Melbourne 2007: argento nei 50m dorso.
- Mondiali in vasca corta

Atene 2000: argento nella 4x100m misti.
Indianapolis 2004: oro nei 50m dorso, argento nei 100m misti e bronzo nei 100m dorso.
Shanghai 2006: argento nei 50m dorso.
- Europei

Siviglia 1997: argento nella 4x100m misti.
Istanbul 1999: argento nei 50m dorso.
Helsinki 2000: argento nei 100m farfalla.
Berlino 2002: oro nei 50m dorso e nei 100m farfalla, argento nei 50m farfalla e bronzo nella 4x100m misti.
- Europei in vasca corta

Rostock 1996: oro nei 100m farfalla e argento nei 200m farfalla.
Sheffield 1998: oro nei 50m dorso e nella 4x50m misti e bronzo nei 200m farfalla.
Lisbona 1999: argento nei 200m farfalla e nella 4x50m misti.
Valencia 2000: oro nei 100m, nei 200m farfalla e nella 4x50m misti.
Anversa 2001: oro nei 100m dorso, nei 100m farfalla e nella 4x50m misti.
Riesa 2002: oro nei 50m dorso, nei 100m dorso, nei 100m farfalla e nella 4x50m misti.
Dublino 2003: oro nei 50m dorso, nei 100m dorso e nella 4x50m misti e argento nei 100m farfalla.
Vienna 2004: oro nei 50m dorso, nei 100m dorso, nei 100m farfalla e nella 4x50m misti e argento nella 4x50m sl.
Trieste 2005: oro nei 50m dorso, nei 100m farfalla e nei 4x50m misti e bronzo nei 100m dorso.
Helsinki 2006: oro nella 4x50m misti, argento nei 50m dorso e nei 50m farfalla e bronzo nei 100m dorso.
Debrecen 2007: oro nei 50m dorso e nella 4x50m misti, argento nei 100m misti e bronzo nella 4x50m sl.
Fiume 2008: argento nella 4x50m misti.
Istanbul 2009: argento nei 50m dorso e nella 4x50m misti.
- Vincitore della Coppa del Mondo nel 2003